# 宿口陽一
宿口 陽一（やどぐち よういち、1984年4月3日 - ）は、埼玉県ふじみ野市出身の競輪選手。日本競輪学校（当時。以下、競輪学校）第91期生。日本競輪選手会埼玉支部所属。師匠は野村昌弘（埼玉・84期）。兄は競輪選手の宿口潤平(埼玉・91期)である。

## 来歴
埼玉県立川越工業高等学校時代の2002年（平成14年）には、8月の全国高等学校総合体育大会チームスプリントで第2位、11月の国民体育大会1kmT.Tで第6位となる。同校の2歳上の先輩には平原康多（埼玉・87期）がおり、デビュー後も一緒に練習をするなど指導を受けてきた。
2005年5月、競輪学校に兄・潤平とともに第91期生として入学し、2006年4月に卒業した。競輪学校時代の在校競走成績は57位（4勝）。
2006年7月7日、小田原競輪場でデビューし1着。
2021年6月20日、第72回高松宮記念杯競輪（岸和田競輪場）にて、GI決勝戦初進出で初優勝を果たした。なお、この時点ではGIII（主に開設記念）の優勝経験もなく、GII以上のグレードレース制覇も今回が初めてであった。GI決勝戦初進出かつ初優勝は、2007年の第50回オールスター競輪を制覇した飯嶋則之以来であった（平成以降では6人目）。同年10月17日、前橋ナイターGIIIでGIII初優勝。なお、開設記念は2022年11月1日の京王閣GIIIで初優勝。

## 主な獲得タイトル
- 2021年 - GI 高松宮記念杯競輪（岸和田競輪場）